# Temple Pusading
Le temple Pusading (chinois simplifié : 菩萨顶 ; chinois traditionnel : 菩薩頂 ; pinyin : Púsàdĭng Sì) est un temple bouddhiste situé sur le Xian de Wutai, à Xinzhou, dans la province du Shanxi en République populaire de Chine.

## Histoire
Pusading est un mot en langue mandchoue signifiant la demeure du bouddha Manjusri. Le temple Pusading est le temple du bouddhisme tibétain le plus grand et le plus complet du Mont Wutai. Construit sous la dynastie Wei du Nord (386–557), ce temple était la demeure permanente des moines de la lignée tibétaine des Bonnets  jaunes au Mont Wutai, et durant les Qing, il a été élevé au rang de temple de la famille impériale. Les registres montrent que des empereurs des Qing s'y sont rendus maintes fois en visite. Couvert de tuiles vernissées jaunes (lacouleur impériale), le temple est précédé d'un portail à quatre piliers et à sept toitures, ce qui témoigne de son statut de temple de la famille impériale. Le portail situé devant la porte principale et celui en pierre devant la salle de Manjusri portail respectivement les inscriptions «beau site au pic Lingfeng» (chinois simplifié : 灵峰胜境) et «lieu sacré de Wutai» (chinois simplifié : 五台胜境), écrites de la main i'empereur Kangxi (1662–1726) des Qing.
Il est classé temple bouddhiste d'importance nationale en région Han depuis 1983.